# Rhodothemis rufa
Rhodothemis rufa е вид водно конче от семейство Libellulidae. Видът не е застрашен от изчезване.

## Разпространение и местообитание
Разпространен е в Бангладеш, Бруней, Виетнам, Индия, Индонезия (Калимантан, Малки Зондски острови, Папуа, Сулавеси, Суматра и Ява), Китай, Малайзия (Западна Малайзия, Сабах и Саравак), Мианмар, Сингапур, Соломонови острови, Тайланд, Филипини, Хонконг и Шри Ланка.
Обитава езера, блата, мочурища и тресавища в райони с тропически и субтропичен климат.